# Austin 18/24
 La 18/24 è un'autovettura prodotta dall'Austin dal 1907 al 1909 e dal 1911 al 1913. Nonostante lo stesso nome, le vetture fabbricate nei due periodi erano due modelli con caratteristiche diverse.

## La 18/24 prodotta dal 1907 al 1909
Il modello fu il successore della 15/20. Questa serie di Austin 18/24, che venne prodotta dal 1907 al 1909, aveva installato il medesimo motore del modello antenato. Questo propulsore era quindi a quattro cilindri in linea e valvole laterali. Esso possedeva un alesaggio di 105 mm ed una corsa di 127 mm. La cilindrata era di 4.399 cm³.
Le carrozzerie disponibili erano due, torpedo due e quattro posti. All'inizio era disponibile solamente la versione lunga a quattro posti, ma dal 1908 le venne affiancata la carrozzeria torpedo due posti, che era anche più corta. Le due versioni erano lunghe, rispettivamente, 3.886 mm e 4.115 mm. Il passo invece misurava 2.743 mm e 3.200 mm. La torpedo quattro posti era più lunga dell'omologa carrozzeria della 15/20. Il telaio pesava 914 kg.

## La 18/24 prodotta dal 1911 al 1913
Nel 1911 fu lanciato un nuovo modello che era denominato 18/24. Il motore era a quattro cilindri in linea e possedeva un alesaggio di 111 mm ed una corsa di 127 mm. Quest'ultima era determinata dall'albero motore, che fu ereditato dai motori Austin di più grandi dimensioni. La cilindrata fu pertanto di 4.832 cm³.
Il modello era disponibile con due passi, 3.023 mm e 3.251 mm. Il telaio pesava 1.092 kg, ed il modello rappresentò per l'Austin un'auto di media gamma.
Poco prima dello scoppio della prima guerra mondiale, la produzione si interruppe senza il lancio sul mercato di nessun modello successore.